# Янувек (гміна Віскіткі)
Янувек (пол. Janówek) — село в Польщі, у гміні Віскітки Жирардовського повіту Мазовецького воєводства.
Населення — 73 особи (2011).
У 1975—1998 роках село належало до Скерневицького воєводства.

## Демографія
Демографічна структура станом на 31 березня 2011 року:
|          | Загалом | Допрацездатний вік | Працездатний вік | Постпрацездатний вік |
| -------- | ------- | ------------------ | ---------------- | -------------------- |
| Чоловіки | 29      | 7                  | 19               | 3                    |
| Жінки    | 44      | 12                 | 24               | 8                    |
| Разом    | 73      | 19                 | 43               | 11                   |